# جیمی اوترسون
جیمی اوترسون (انگلیسی: Jimmy Utterson؛ 26 November 1914 – ۱۹۳۵ (۲۰−۲۱ سال)) بازیکن فوتبال بود.
از باشگاه‌هایی که در آن بازی کرده‌است می‌توان به باشگاه فوتبال ولورهمپتون واندررز اشاره کرد.